# ギュッ!と石川 ゆうどきLive
『ギュッ!と石川 ゆうどきLive』（ギュッといしかわ ゆうどきライブ、略称：ゆうどき）は、2019年4月1日から2023年3月24日まで北陸朝日放送（HAB）で放送されていた報道・情報番組である。

## 概要
番組本編（16時台）は2019年3月29日まで放送の『2時はどきどき5ch』の後継番組で同番組の出演者の多くが続投となり、同日まで単独番組扱いで放送された『HABスーパーJチャンネル』を『HABスーパーJチャンネル ゆうどきLive』に改題・本番組に内包（EPGなど編成上では別番組扱い）する形で、自社制作の夕方ワイド番組として本番組を開始。本番組開始によりテレビ金沢『となりのテレ金ちゃん』『花のテレ金ちゃん』と同時間帯で競合することになる。
2019年11月6日・7日にはNHK金沢放送局『かがのとイブニング』とのコラボレーション放送を行った。
2020年3月30日よりテレビ朝日の改編に伴い、放送開始時刻を15:38（『HABスーパーJチャンネル ゆうどきLive』は16:40）に変更。13:45 - 13:49に本番組の当日の放送内容を告知するミニ番組『ただいまリハ中』を放送開始（日によっては放送なし）。
2021年3月29日より本番組の放送時間を15:40 - 16:40に変更。『HABスーパーJチャンネル』は本番組から分離され、『ただいまリハ中』は3月26日をもって終了となった。同年10月4日より放送時間を15:42 - 16:45に変更。
2022年11月と12月、朝日放送テレビの『news おかえり』とコラボレーションした生中継が放送された。
2023年1月よりテーマ曲が変更された。
2023年3月24日をもって終了し、16時台から撤退となった。同年4月3日からは本番組の後継番組として『ふむふむ』を放送開始。

## 出演者
○は出演時点で北陸朝日放送アナウンサー。☆は『2時はどきどき5ch』から、★は2019年3月までの『HABスーパーJチャンネル』から続役。

### MC
| 期間      | 期間      | 男性        | 男性       | 男性       | 女性          | 女性          | 女性          |
| 期間      | 期間      | 月曜 - 水曜 | 木曜       | 金曜       | 月曜・火曜    | 水曜・木曜    | 金曜          |
| --------- | --------- | ----------- | ---------- | ---------- | ------------- | ------------- | ------------- |
| 2019.4.1  | 2020.3.27 | 牧野慎二○☆  | 牧野慎二○☆ | 下田武史○★ | 久保亜希子○☆  | 久保亜希子○☆  | 森重有里彩○☆★ |
| 2020.3.30 | 2021.3.26 | 牧野慎二○☆  | 吉川圭一○★ | 吉川圭一○★ | 久保亜希子○☆  | 森重有里彩○☆★ | 森重有里彩○☆★ |
| 2021.3.29 | 2022.4.1  | 牧野慎二○☆  | 牧野慎二○☆ | 牧野慎二○☆ | 森重有里彩○☆★ | 森重有里彩○☆★ | 森重有里彩○☆★ |
| 2022.4.4  | 2023.3.24 | 吉川圭一○★  | 牧野慎二○☆ | 牧野慎二○☆ | 森重有里彩○☆★ | 森重有里彩○☆★ | 森重有里彩○☆★ |

### 気象予報士
2020年3月30日より「ゆうどきウェザー」を担当。
- 村上公平（2020年3月30日 - 2022年4月1日）
- 長村真里（2022年4月4日 - ）

### 熱スポ
- 吉川圭一○★

### リポーター
○を除き番組本編のみ出演。
現在
- 久保亜希子○☆
- ビヨン酢☆
- 杉本侑理☆
- 月亭方気☆
- ぶんぶんボウル☆
- 川口紗緒里
- 加藤美帆

過去
- 猪島涼介☆（2020年5月まで）
- 恩田琴江〇★（2020年4月 - 2021年3月）
- クマムシ☆[2]

### ゆうどき応援団
ゲストコメンテーターで、出演日は不定。番組本編のみ出演。
新型コロナウイルスの影響で2020年4月以降は石川県在住の出演者が中心となり、リモート出演の場合がある。
- 東亜沙美（写真整理アドバイザー）
- 石川公美（ソプラノ歌手）
- 宇多田円（ウォーキングスタイリスト）
- 岡幸二郎
- 桂まん我
- Gen（ミュージシャン）
- 小和田アキ子（ものまねタレント）
- 柴野大造（ジェラート世界大会優勝者。番組とのコラボ商品も開発）
- 武田勝
- つぐまたかこ（食コーディネーター）
- 手島シークリンデ（実業家）
- 鶴賀雄子（加賀友禅プロモーター）
- 中川真依
- 中山聡（不動産アドバイザー）
- 西川圭史（ツエーゲン金沢代表取締役GM）
- 保科有里
- ポセイドン・石川
- 前園真聖
- 宮川元氣（バー店主）
- 宮永正隆（金沢大学オープンアカデミービートルズ大学学長・元「りぼん」編集者みーやん）
- 元康 (モデル)
- 柳生好之
- 山崎至（モデル）
- ラッシャー板前

#### スペシャルゲスト
- 加藤晴彦（2019年金沢百万石まつり前田利家役、2019年6月3日出演）
- 流れ星（2019年8月20日出演）
- 法性亮太（NHKアナウンサー、2019年11月6日・7日、NHK金沢放送局『かがのとイブニング』とのコラボレーション回に出演）
- すゑひろがりず（2020年3月3日出演）
- 龍玄とし （2020年9月4日・10月11日、2021年12月8日出演）
- 鶫真衣 （金沢市出身の自衛官歌手、2020年9月11日出演、翌日に出演するイベントに関して）
- 辰巳琢郎 (2022年1月24日出演)

## 放送時間
| 放送期間  | 放送期間   | 放送時間（JST）                                                | ギュッ!と石川 ゆうどきLive        | ギュッ!と石川 ゆうどきLive | HABスーパーJチャンネル ゆうどきLive                            | HABスーパーJチャンネル ゆうどきLive  | HABスーパーJチャンネル ゆうどきLive  | HABスーパーJチャンネル ゆうどきLive |
| 放送期間  | 放送期間   | 放送時間（JST）                                                | 本編                              | ニュース枠                 | 放送時間（JST）                                                | ローカル枠                           | ローカル枠                           |                                     |
| --------- | ---------- | -------------------------------------------------------------- | --------------------------------- | -------------------------- | -------------------------------------------------------------- | ------------------------------------ | ------------------------------------ | ----------------------------------- |
| 2019.4.1  | 2020.3.27  | 月曜 - 木曜 15:52 - 19:00（188分） 金曜 15:52 - 18:53（181分） | 月曜 - 金曜 15:52 - 16:50（58分） | （放送なし）               | 月曜 - 木曜 16:50 - 19:00（130分） 金曜 16:50 - 18:53（123分） | 17:36 - 17:53（17分）                | 金曜 18:15 - 18:53（38分）           |                                     |
| 2020.3.30 | 2020.10.2  | 月曜 - 木曜 15:38 - 19:00（202分） 金曜 15:38 - 18:55（197分） | 月曜 - 金曜 15:38 - 16:40（62分） | 16:35 - 16:40（5分）       | 月曜 - 木曜 16:40 - 19:00（140分） 金曜 16:40 - 18:55（135分） | 17:33 - 17:50（17分）                | 金曜 18:15 - 18:55（40分）           |                                     |
| 2020.10.5 | 2021.3.26  | 月曜 - 木曜 15:38 - 18:45（187分） 金曜 15:38 - 18:40（182分） | 月曜 - 金曜 15:38 - 16:40（62分） | 16:35 - 16:40（5分）       | 月曜 - 木曜 16:40 - 18:45（125分） 金曜 16:40 - 18:40（120分） | 17:33 - 17:50（17分）                | 金曜 18:15 - 18:40（25分）           |                                     |
| 2021.3.29 | 2021.10.01 | 月曜 - 金曜 15:40 - 16:40（60分）                              | 月曜 - 金曜 15:40 - 16:40（60分） | 16:35 - 16:40（5分）       | （『HABスーパーJチャンネル』を放送）                           | （『HABスーパーJチャンネル』を放送） | （『HABスーパーJチャンネル』を放送） |                                     |
| 2021.10.4 | 2023.3.24  | 月曜 - 金曜 15:42 - 16:45（63分）                              | 月曜 - 金曜 15:42 - 16:45（63分） | 16:40 - 16:45（5分）       | （『HABスーパーJチャンネル』を放送）                           | （『HABスーパーJチャンネル』を放送） | （『HABスーパーJチャンネル』を放送） |                                     |

## 主なコーナー
コーナーの多くは『2時はどきどき5ch』または単独番組時代の『HABスーパーJチャンネル』から継続。
- 特集
- ビヨ飯オープンキッチン（隔週月曜） - ビヨン酢が北陸朝日放送局舎前で旬の料理を生中継。
- いきものあつまれ（隔週月曜） -　ビヨン酢が能美市のいしかわ動物園から動物を紹介する生中継。
- ランランLive（火曜 - 金曜） - 県内の旬なスポットから中継。月曜にも放送する場合あり。
- 熱スポ（月曜） - 石川県内のスポーツ情報を扱う。
- #ゆうナビ（火曜） - 最新トレンドやお得情報、テレビ朝日系列の番組情報を紹介。
- NEWSを読む（木曜） - 朝日新聞石川県版の注目記事を紹介・解説。
- ローカルニュース - 16:40 - 16:45、『HABスーパーJチャンネル』のテロップを使用。
- ゆうどきウェザー - 石川県内や北陸地方の天気予報。
- みんなの声 - 視聴者からメッセージを募集し紹介する。午後1時すぎから募集。
- 運命の交差点 - 「みんなの声」でメッセージを送った視聴者から抽選で電話を掛け、当選者は青・黄・赤から1つ選択し、選択した色に入っていたプレゼントを獲得する。企画そのものは『2時はどきどき5ch』から継続しているが、『2時どき』では赤・青の2色であった。

シリーズ企画（特集コーナーで不定期放送）
- ゆうどきランキング - 人気店の人気メニューなどをランキング形式で紹介。
- 金言学習帳 - 石川県内企業を深く掘り下げ、経営者の金言を紹介。
- 銭湯ロマン - 石川県内の銭湯を月亭方気が紹介。
- ゆうどき不動産 - 北陸の個性的な物件を紹介。
- なんだこれ - リポーター（吉川圭一など）が石川県内をぶらり歩き何かを発見する。
- 森重有里彩のアリサーチ - 森重有里彩が取材、プレゼンをするコーナー。
- 時短レシピ- 加藤美帆と料理研究家・浅野淑子が時間のかからない料理を紹介。

### 過去の主なコーナー
- キョーシリ - 注目の話題をパネルで解説。
- 得とくLive（月曜） - 石川県内のアピタ・ピアゴから中継し、お買い得情報を紹介する。2020年3月末で事実上終了している。
- あたらしモン（金曜） - 注目新商品を紹介。2020年3月末で事実上終了している。
- 金曜ジャーナル（金曜） - 2016年4月の「HABスーパーJチャンネル』から継続。注目のニュースを深く掘り下げる。金曜18時台後半に放送。
- どっからおいでた - 他県からの移住者を紹介。
- 牧野が行く - 牧野が「ゆうどき応援団」ゲストと共に金沢市内を散策。
- ゆうどき農園 - 輪島市のゆうどき農園から収穫の模様を伝える。
- ゆうどき探検隊 - レジャースポットなどを体を張ってリポート。
- 恋してシリーズ（不定期） - 石川県内の有名飲食店の名物料理やエピソードを紹介。
  - カレーに恋して（2019年4月 - 2020年1月）
  - ラーメンに恋して（2020年2月 - ）